# Socijaldemokratija
Socijaldemokratija (Социјалдемократија) är ett socialdemokratiskt parti i Serbien. Partiledare är Nenad Vukasović. I parlamentsvalet 2007 fick partiet endast 0,12 % av rösterna (4 903 röster) och hamnade utanför nationalförsamlingen. 